# Groschen

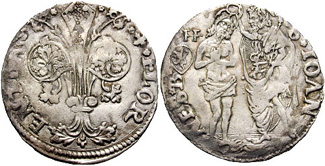
Barile (Schwerer Groschen), Florenz 1506

Groschen ist die Bezeichnung für verschiedene Münzen. Das Wort ist der spätlateinischen Bezeichnung des Turnosen entlehnt, des grossus denarius Turnosus, zu Deutsch „dicker Denar von Tours“. Häufig wurde Groschen in älteren Dokumenten mit gl abgekürzt, wobei das zweite Zeichen aber nicht der Buchstabe l ist, sondern ein Abkürzungszeichen; später mit Gr oder g.
Im deutschsprachigen Raum waren Groschen genannte Münzen vor der Einführung der in Pfennige unterteilten Mark 1871 weit verbreitet, was sich auch in zahlreichen redensartlichen Verwendungen niederschlug. Später war der Groschen vor allem als die Untereinheit des bis 2001 verwendeten österreichischen Schillings und als umgangssprachliche Bezeichnung für ein Zehnpfennigstück bekannt. Aktuelle Währungen mit einer Unterteilung in Groschen sind der polnische Złoty (Groszy) und die türkische Lira (Kuruş).

## Geschichte der Groschen-Prägung

### Mittelalter

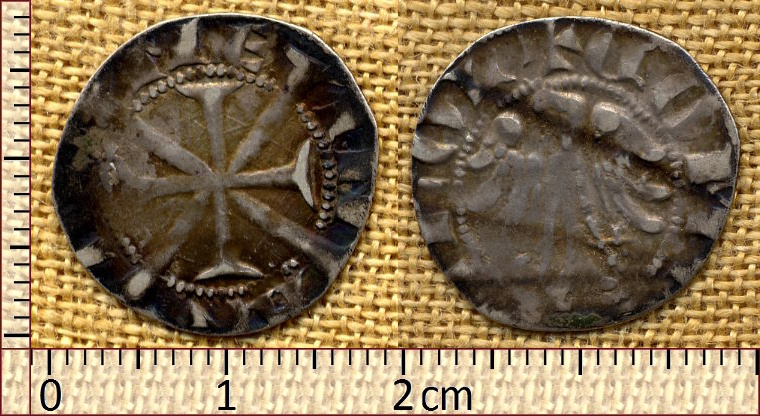
Tiroler Groschen ca. 1280

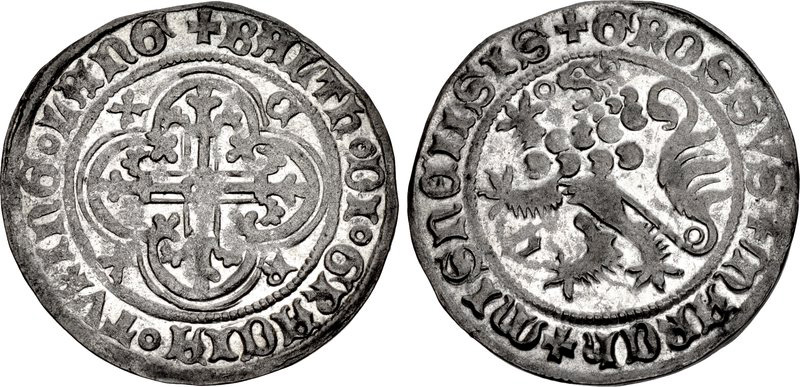
Fürstengroschen Landgraf Balthasars von Thüringen aus der Münzstätte Freiberg, Prägezeitraum 1405–1406

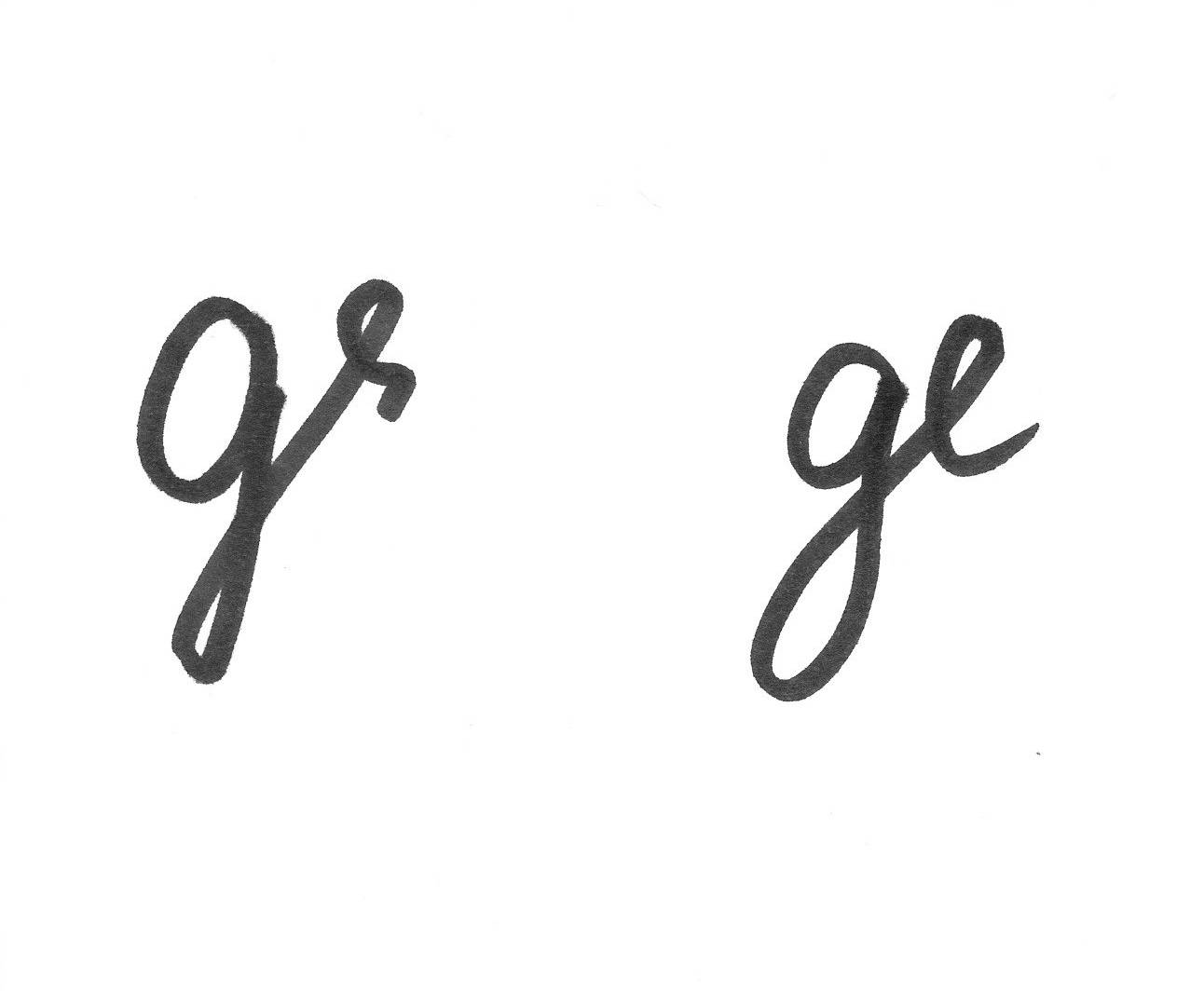
Abkürzungen für Groschen oder Groten im Schriftverkehr des 19. Jahrhunderts

Die ersten deutschen Groschen ließ Graf Meinhard II. von Tirol 1271 in Meran prägen. Der Groschen war ursprünglich eine massive Münze aus reinem Silber, die größer als der entwertete Denar war. Seinem Charakter nach stellt er ein Mehrfaches des vormaligen, sich über die Jahrhunderte inflationär im Silberfeingehalt verminderten Pfennigs dar. Nach einer Quelle soll die Stadt Trier sogar schon 1104 groschenähnliche Dickpfennige geschlagen haben, denen dann 1300 die böhmischen Groschen aus Kuttenberg folgten. Die neue Münze inspirierte bald andere Münzherren und war, auch der wirtschaftlichen Notwendigkeit nach, einem höheren Münznominal in der beginnenden Frührenaissance geschuldet. Oberitalienische Mehrfachpfennige des Hochmittelalters wurden analog Grossini genannt (vgl. dazu auch Schilling).
Im Jahre 1328 gestattete Kaiser Ludwig IV. der Bayer dem Grafen Adolf VI. von Berg die Prägung von Turnosen in Wipperfürth. Dort wurden bis 1346 die ältesten Groschen auf dem Gebiet der heutigen Bundesrepublik Deutschland gemünzt.
Nach dem Vorbild des Tourser Grossus wurden auch 1300 der Prager Groschen in Kuttenberg und um 1338/1339 der Breite Groschen in der Landeshauptmünzstätte Freiberg der Markgrafschaft Meißen gemünzt. Beide Münzen erlangten überregionale Bedeutung und beeinflussten das deutsche Münzwesen stark. Der Meißner Groschen zu zwölf Pfennigen, der dem Breiten Groschen nachfolgte, war weit verbreitet. Nur die Hälfte wert war der polnische Groschen oder Grosz zu sechs Pfennigen, der auch in Schlesien als Grösch(e)l oder Gresch(e)l im Werte von 2 1⁄2 bis 3 Pfennig verbreitet war.
Einen Rekord bezüglich der Münzverschlechterung der Meißner Groschen erreichte der Fürstengroschen. Bei der Einführung dieser Groschen im März 1393 betrug sein Wert 23 2⁄5 des rheinischen Guldens. Im Jahr 1406 hatte die Münzverschlechterung ihren Höhepunkt erreicht: 53 Groschen ergaben nun einen rheinischen Gulden.

### Neuzeit

#### Deutsche Länder
Unter anderem gab es in Schlesien und Böhmen den Weißgroschen, im Preußen des 19. Jahrhunderts (ab 1821) den Silbergroschen (Sgr.) zu 12 Pfennigen und in Sachsen den Neugroschen (Ngr.) zu 10 Neu-Pfennigen. Friedrich Wilhelm III. von Preußen konnte sich noch nicht für die konsequente Einführung des Dezimalsystems entscheiden. Um seine neuen Pfennige von den alten unterscheiden zu können, wurden sie Pfenninge genannt.
Der Groschen sank ebenso wie der Pfennig von einer Kurantmünze zur Scheidemünze herab. In Preußen war der Groschen schon im 18. Jahrhundert zur Scheidemünze geworden.
Die letzten deutschen Kurantgroschen (bezüglich des einfachen Nennwertes) wurden im Königreich Sachsen 1827 und 1828 sowie im Herzogtum Sachsen-Coburg und Gotha 1837 nach dem Konventionsfuß ausgebracht, wonach das in 320 Groschen enthaltene Silber dem Gewicht einer Kölner Mark (233,856 Gramm) zu entsprechen hatte.
Der Groschen galt im deutschen Sprachraum meist 12 Pfennig; viele regionale (Klein-)Groschen, z. B. Neugroschen, Groten (Plural: Grote) in Norddeutschland, engl. Groat, Mariengroschen, Grösch(e)l galten zwischen 2½ und 10 Pfennig. Auch das spätere Münznominal „Kreuzer“ zu 4 Pfennig entstand aus der sprachlichen Verkürzung des kleinen Kreuzgroschens.
Eine Besonderheit in Bezug auf die Wertangabe von Talermünzen ist die Serie der Schmetterlingsmünzen des Kurfürstentums Sachsen. Auf allen diesen Münzen ist nur die Wertangabe in Groschen ersichtlich, wobei für die Bezeichnung als Groschen auf den Münzen die für den Schriftverkehr übliche Abkürzung verwendet wurde. Ebenso wurde für den kursächsischen goldenen Reichsgulden zu 21 Groschen (1584) die Groschenangabe mit der Abkürzung wie für den Schriftverkehr verwendet. Wahrscheinlich sollte in diesem Fall damit zum Ausdruck gebracht werden, dass es sich um eine ausgeprägte Rechnungsmünze handelt. Ein weiterer Sonderfall sind die Kippertaler, bei denen zur Umgehung der Reichsmünzordnung ebenfalls der Wert in Groschen (oder Kreuzer) aufgeprägt ist. Interessant sind auch Taler, die ohne Unterschiede im Münzbild und Durchmesser zu 28 und zu 24 Groschen ausgeprägt wurden. Die zu 24 Groschen, zum Beispiel einige Hosenbandtaler, sind ebenfalls ausgeprägte Rechnungsmünzen, was mitunter nicht erkannt wird.
Nach der Einführung der Mark zu 100 Pfennig im Jahr 1871 in Deutschland fiel der Groschen als eigenständiges Münznominal weg.

#### Österreich
Von 1924 bis 1938 und von 1945 bis 2001 war der Groschen der hundertste Teil des österreichischen Schillings. In der Mehrzahl „die Groschen“ war ein Geld(teil)betrag kleiner als ein Schilling oder eine Anzahl von Münzen mit Groschen-Nominalen gemeint. Liebevoll bis geringschätzig gab es auch die Verkleinerungsform (das) „Groscherl“ für die „Zehnerln“ und noch kleineren Münzen, so z. B. „drei Zehn-Groscherln“.
Die 2-Groschen-Münze aus Alulegierung mit 18 mm Durchmesser war mit 0,9 Gramm Masse die leichteste Groschen-Münze. Die bronzene, dünnere und etwas kleinere 1-Groschen-Münze der ersten Republik wog 1,6 Gramm, der nur 1947 erschienene Zink-Groschen wog 1,8 Gramm.
Nach dem Anschluss Österreichs wurden die Münzen zu zwei und einem Groschen seitens der Reichsbank den Münzen zu ein und zwei Reichspfennig gleichgestellt und galten im gesamten Reichsgebiet als Zahlungsmittel. Umgekehrt galt unmittelbar nach dem Zweiten Weltkrieg die 1-Reichspfennig-Münze in Österreich als 1-Groschen-Münze.
Unmittelbar vor Umstellung auf die Euro-Währung waren noch 50-, 10- und (selten) 5-Groschen-Münzen im Umlauf. Die 2- und 1-Groschen-Stücke wurden praktisch schon seit 1970 nicht mehr verwendet, die 20-Groschen-Münzen gingen 1959 außer Kurs.

#### Polen

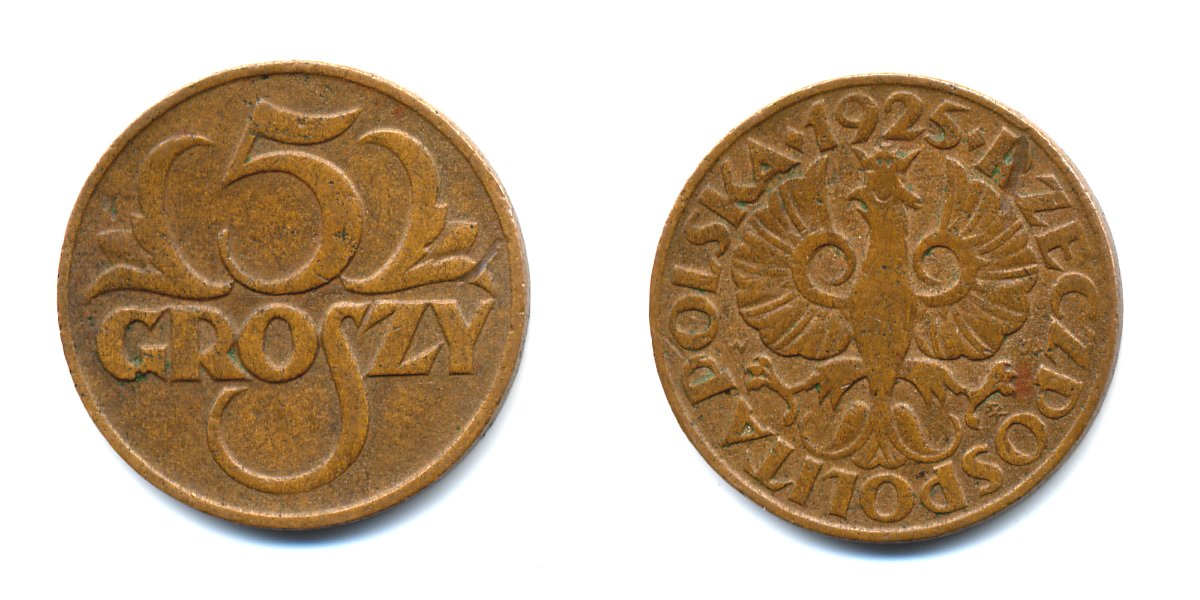
Polnische 5-Groschen-Münze von 1925, Vorder- und Rückseite

Die unter August III., König von Polen und als Kurfürst von Sachsen, Friedrich August II. (1733–1763) in der Münzstätte Grünthal und in Guben geprägten Grosze (Kupfergroschen) hatten einen Wert von drei Szelągi (Kupferschillingen). Zwischen 1815 und 1860 war und seit 1924 ist der Grosz (Mehrzahl Nominativ: Grosze, Mehrzahl Genitiv: Groszy) der hundertste Teil des polnischen Złoty.

## Groschen in der Umgangssprache

### Deutschsprachiger Raum
Unbeschadet der Dezimalisierung des deutschen Münzsystems war beziehungsweise ist es in Nord- und Mitteldeutschland – und damit in den Gebieten, wo vor 1871 der in Groschen geteilte Taler galt – weiterhin üblich, die 10-Pfennig-Münze bzw. die 10-Cent-Münze Groschen zu nennen.
Der Groschen war derart weit verbreitet, dass er in viele Redewendungen und Gegenstandsbezeichnungen Eingang gefunden hat, unabhängig vom Nennwert einer bestimmten Münze. So sagt man „Der Groschen ist gefallen“, wenn jemand etwas endlich verstanden hat. Die häufige Verwendung für einen bestimmten Zweck führte auch zu Bezeichnungen, die ein eigenständiges Objekt suggerieren, wie beispielsweise Parkgroschen, sowie zu rein sinngemäßen Übertragungen wie dem Notgroschen. Groschengrab ist eine umgangssprachliche Bezeichnung für Geldspielautomaten und Musikboxen in Gaststätten. Besonders billig zu erhaltende Gegenstände waren Groschenware oder Groschenhefte; diese Bedeutung klingt auch im Titel der Dreigroschenoper von Bertolt Brecht an. Das Groscherlgeschäft bezeichnet in Österreich einen kaum lohnenden Aufwand oder sehr geringe Gewinne.

### Russland
Im Russischen ist das Wort Grosch ein Synonym für Kleingeld. In Russland war der Grosch (eine Kupfermünze im Wert von 2 Kopeken) schon seit dem 17. Jahrhundert in Umlauf. Obwohl es sie nicht mehr gibt, existiert weiterhin ein Sprichwort: „Das kostet keinen gebrochenen Grosch“, was heißt: „Das Ding hat keinen Wert“.

### Ukraine, Türkei, Albanien
Hroši (Гроші), das ukrainische Wort für „Geld“, und kuruş, 1⁄100 der türkischen Lira, sind ebenfalls von „Groschen“ abgeleitet. Das albanische „grosh“ ist dem Türkischen entlehnt.

## Rezeption, Wortverwendung
- Gleichnis vom verlorenen Groschen, deutsche Bezeichnung in der Tradition der Lutherbibel (Lk 15,8–10 LUT) für ein biblisches Gleichnis
- Ludwig van Beethoven, Rondo a capriccio für Klavier in G-Dur op. 129, Populartitel durch seinen Biographen und Sekretär Anton Schindler: Die Wut über den verlorenen Groschen[8]
- Redewendungen:
  - Wer den Groschen nicht ehrt, ist des Schillings nicht wert
  - Der Groschen fällt – etwas plötzlich verstehen (so plötzlich, wie sich eine hochkant kreiselnde Groschen-Münze hinlegt)
- Bertolt Brecht: Dreigroschenoper
- Ausstellung vom 8. März bis 20. Mai 2002 im Feuerwehrmuseum Groß St. Florian über Münzautomaten: Der Groschen fällt[9]